# Moïse Polydore Millaud
Moïse Polydore Millaud (Bordeaux, 27 de agosto de 1813 – Paris, 13 de outubro de 1871) foi um jornalista, banqueiro e empresário que fundou o Le Petit Journal, o principal jornal da França em sua época.

## Vida familiar
Millaud nasceu em Bordeaux, filho de Felicity e Jassuda Millaud (L'Isle-sur-la-Sorgue, 1769 – Paris, 1865), comerciantes judeus originários dos Estados papais que originalmente vendiam cavalos.
Autodidata, tornou-se funcionário de um oficial de justiça e em 1833 fundou seu primeiro jornal em Bordeaux, Le Lutin. Millaud escreveu artigos sob o pseudônimo Duallim, um anagrama de Millaud. Seu filho era o jornalista, escritor e dramaturgo Albert Millaud. Sua filha Blanche era esposa de George Silva, editor do Journal des Voyageurs .

## Carreira como banqueiro e jornalista
Em 1836, Moïse Millaud mudou-se para Paris e fundou o Le Gamin de Paris, o primeiro jornal vendido exclusivamente à porta do teatro, e o Le Négociateur, um jornal exclusivamente financeiro.
Em 1839, ele fundou o L'Audience, um jornal jurídico publicado na segunda-feira, depois em 1848, La Liberté, apoiando Napoleão III.
Em 1848, Millaud tornou-se associado ao colega banqueiro Jules Mirès. Eles criaram o jornal "Le Conseiller du Peuple" e fundaram duas instituições bancárias. Em outubro de 1848, eles compraram o Journal des Chemins de Fer, que se tornaria o Journal des Voyageurs, uma força em finanças e especulação. Posteriormente, as empresas Caisses des Actions Réunies e Caisses des Chemins de Fer se fundiram para se tornar o Crédit Mobilier, gerando três milhões de francos cada para Mirès e Millaud em 1853.
Em 1854, ele fundou uma empresa imobiliária para desenvolver terras em Paris, o que fez sua fortuna. Ele também comprou o jornal Le Dock, renomeando-o Le Journal des actionnaires (acionistas), e criou o Caisse Générale des actionnaires (Banco de Acionistas), capitalizado em 25 milhões de francos e com o objetivo de divulgar sua atividade bancária.
Também em 1854, Millaud comprou os direitos de La Presse de Émile de Girardin e, ao longo de 1856 e 1857, promoveu festas luxuosas para jornalistas e outros homens influentes em seu hotel na Rue Saint-Georges. Em fevereiro de 1857, ele organizou um banquete para os irmãos Goncourt, mas, no final daquele ano, enfrentou dificuldades financeiras e vendeu o jornal para Felix Solar .
Em 1854, ele recrutou seu sobrinho Alphonse (nascido em 11 de junho de 1829, Mouriès), filho de seu irmão Joseph, que trabalhou em La Presse e Le Journal des actionnaires .
Em 1863, seu golpe de mestre foi a fundação do jornal mais vendido Le Petit Journal, que era administrado por seu sobrinho Alfonso. Ele confidenciou a Hippolyte de Villemessant que "devemos ter a coragem de sermos tolos".
Em 1864, fundou o Le Journal illustré e, em outubro de 1865, lançou o Le Soleil. Ele também criou o Le Journal littéraire (Jornal Literário) e o Le politique de la semaine (O Jornal da Semana em Política).

## Dramaturgo
Em 1859, ele produziu a peça Ma nièce et mon our (Minha sobrinha e meu urso) no Théâtre du Palais-Royal, uma loucura vaudeville em três atos escritos com Louis-François Nicolaïe sob os pseudônimos de Frascati e Clairville.

## Dificuldades financeiras
Millaud foi pego em vários escândalos financeiros, incluindo os da Nassau Railroad em 1860 e o Fundo de Acionistas em 1861. Seu sobrinho Alphonse tentou liquidar as dívidas de seu tio, inclusive por meio de parcerias fraudulentas do Le Petit Journal, envolvendo 4000 ações de 500 francos cada, um valor de 2 milhões de francos, mas estimado em 100.000. Alphonse foi condenado em 13 de junho de 1875.
Na morte de Millaud, seu filho Albert, seu sobrinho e seu filho Alfonso assumiram o Le Petit Journal, mas problemas financeiros levaram Émile de Girardin a retomar a governança.

## Lista de jornais
- Le Lutin (O Imp)
- Le Gamin de Paris, 1835
- Le Glaneur (O Gleaner) 1836
- Le Négociateur (O Negociador), 1838
- L'Audience (A audiência), 1839
- La Liberté (Liberdade), 1848
- Le Journal des Chemins de fer (Diário de Caminhos de Ferro) 1848, anteriormente Le Dock
- Le Conseiller du peuple (Conselheiro do Povo), 1848
- Le Journal des actionnaires (Diário de acionistas), 1856
- La Presse (Imprensa), 1857
- Le Petit Journal, 1863
- Le Journal Illustré (O Jornal Ilustrado), 1864
- Le Soleil (O Sol), 1865
- Le Journal littéraire (Literary Journal)
- Jornal político da semaine (O jornal da semana em política)

### Outras fontes
- Os princípios conservadores do jornal judaico do universo judaico, 1865, p.   197
- Origens: memórias e histórias de Frédéric Mistral Nourishes Plon, Paris, c. IX: A República de 1848.
- Georges Duchêne, tribunal da especulação: teoria e prática da especulação, Biblioteca Central, 1867.
- Google Livros - O julgamento de Madame Caillaux Edward Berenson - Perfil de Moses Millaud e Le Petit Journal